# Luma apiculata
Luma apiculata là một loài thực vật có hoa trong Họ Đào kim nương. Loài này được (DC.) Burret mô tả khoa học đầu tiên năm 1941.

## Hình ảnh

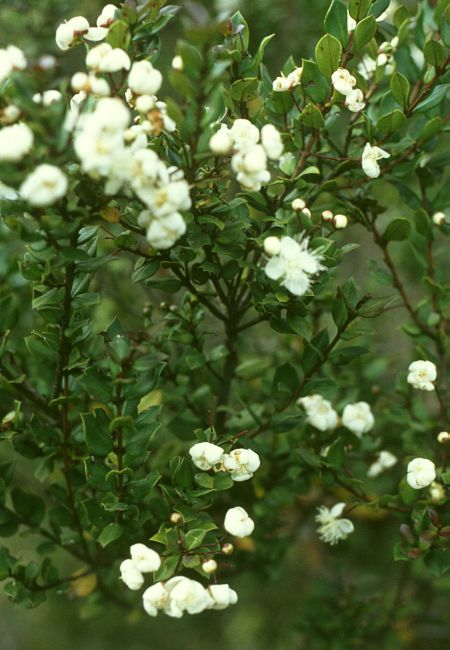
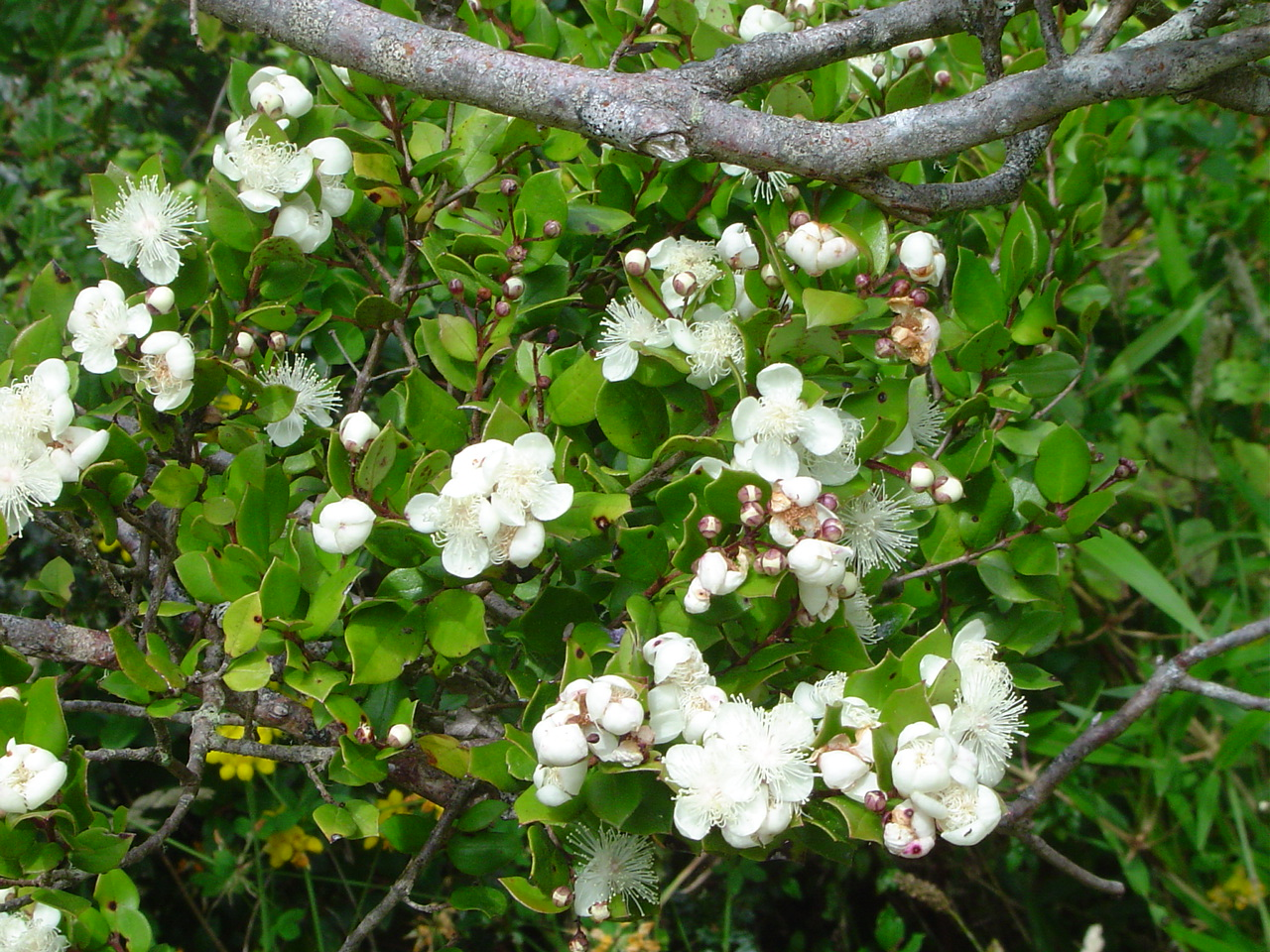
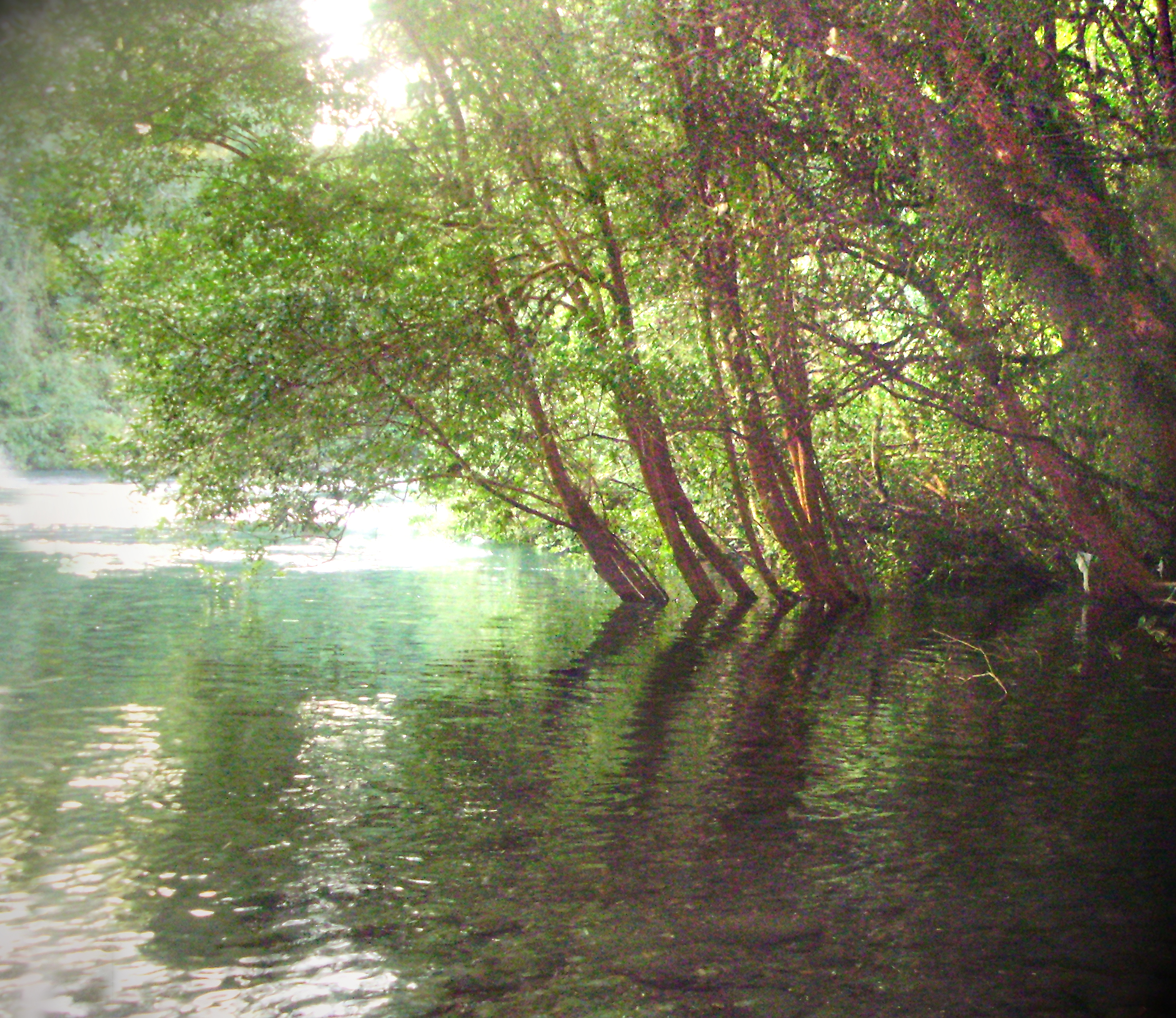
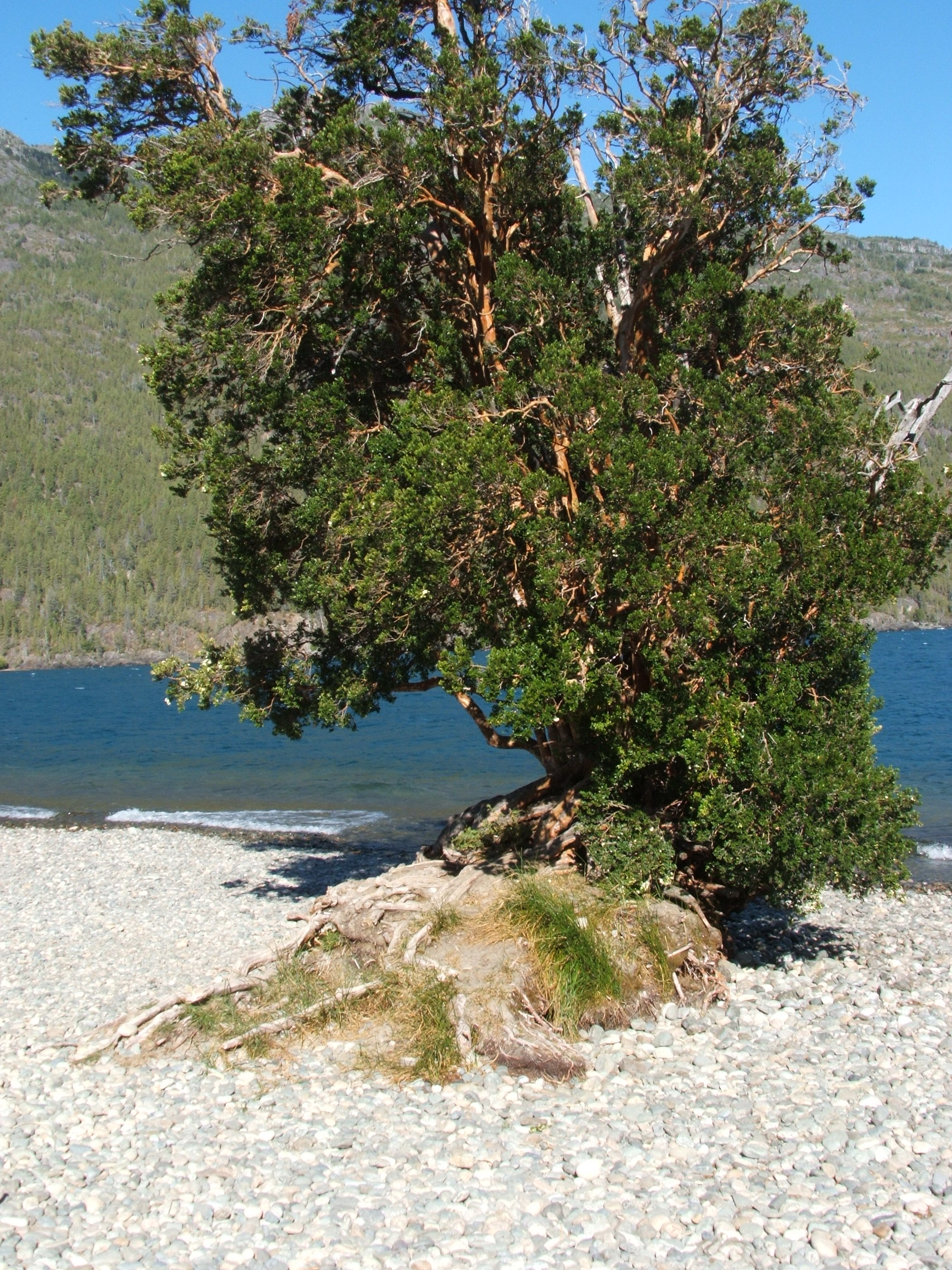